# Pont de Saïgon
Le pont de Saïgon (vietnamien : Cầu Sài Gòn)  est un pont qui franchit la rivière de Saïgon, entre le quartier Binh Thanh et le 2e arrondissement d'Hô Chi Minh-Ville au Viêt Nam. 

## Présentation
Il est traversé par la route de Hanoï. 
Ce pont est l'un des passages les plus importants pour les véhicules venant du Vietnam du nord et du centre, puisqu'il est le seul qui relie le 1er arrondissement au nouveau centre-ville de Thu Thiem dans le 2e arrondissement. 
Depuis 2008, il y a plus de connexions entre ces deux secteurs grâce au pont de Thu Thiem et au tunnel de Thu Thiem. 
Le pont de Saigon a quatre voies pour les voitures et deux voies pour les motos et bicycles.

## Galerie

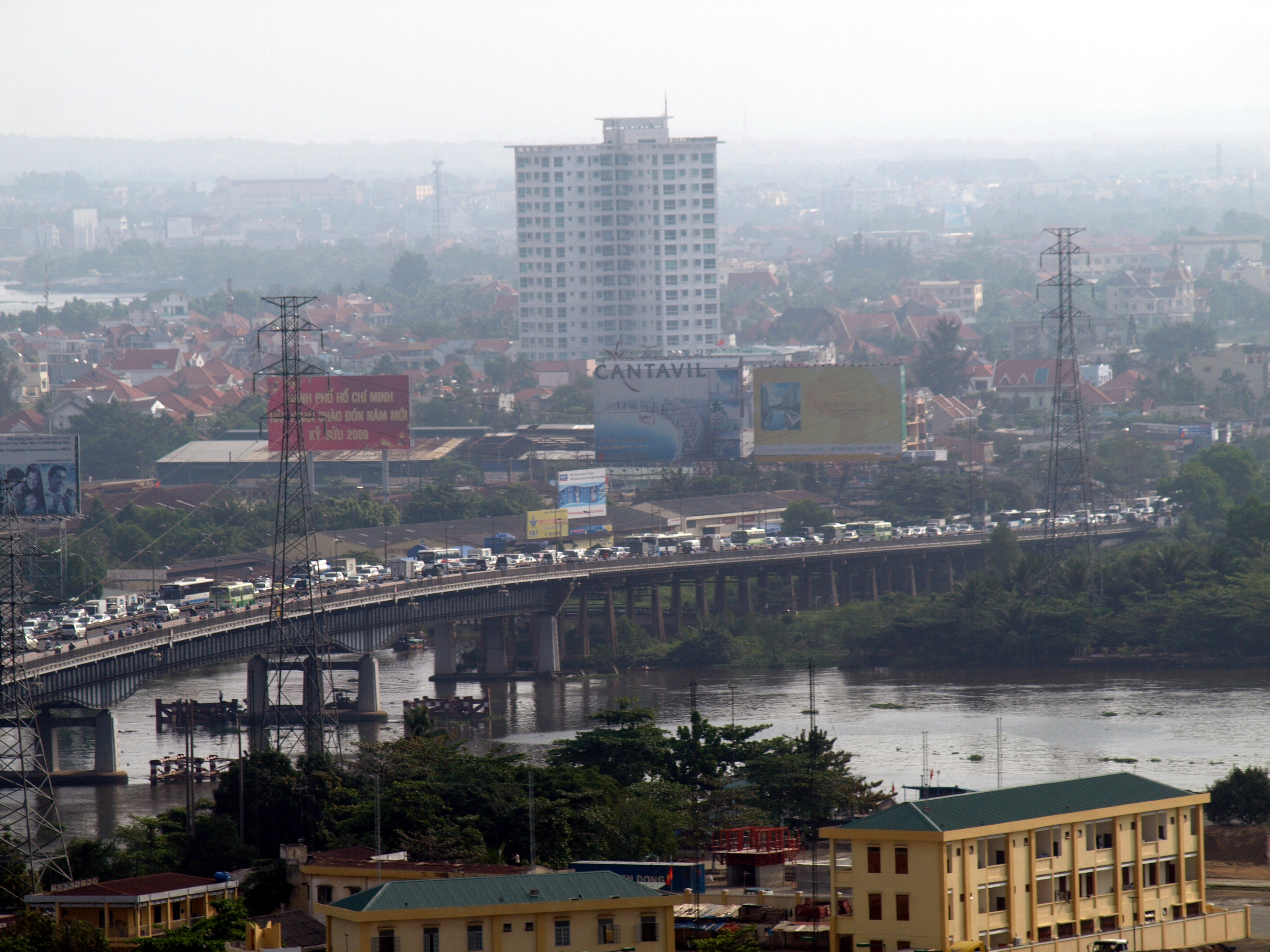
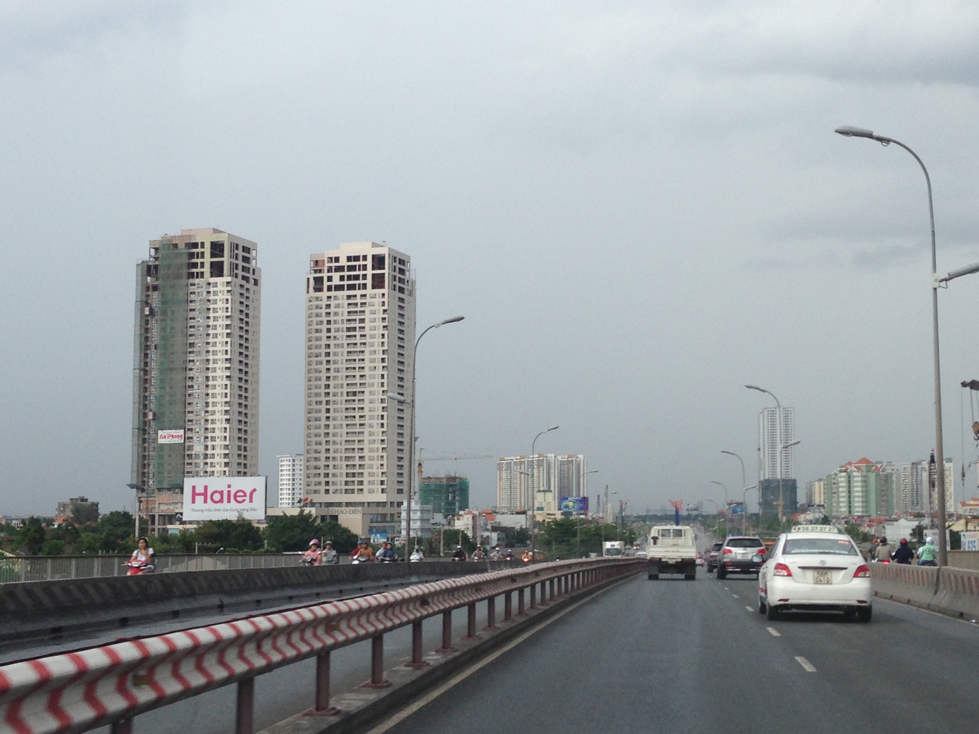
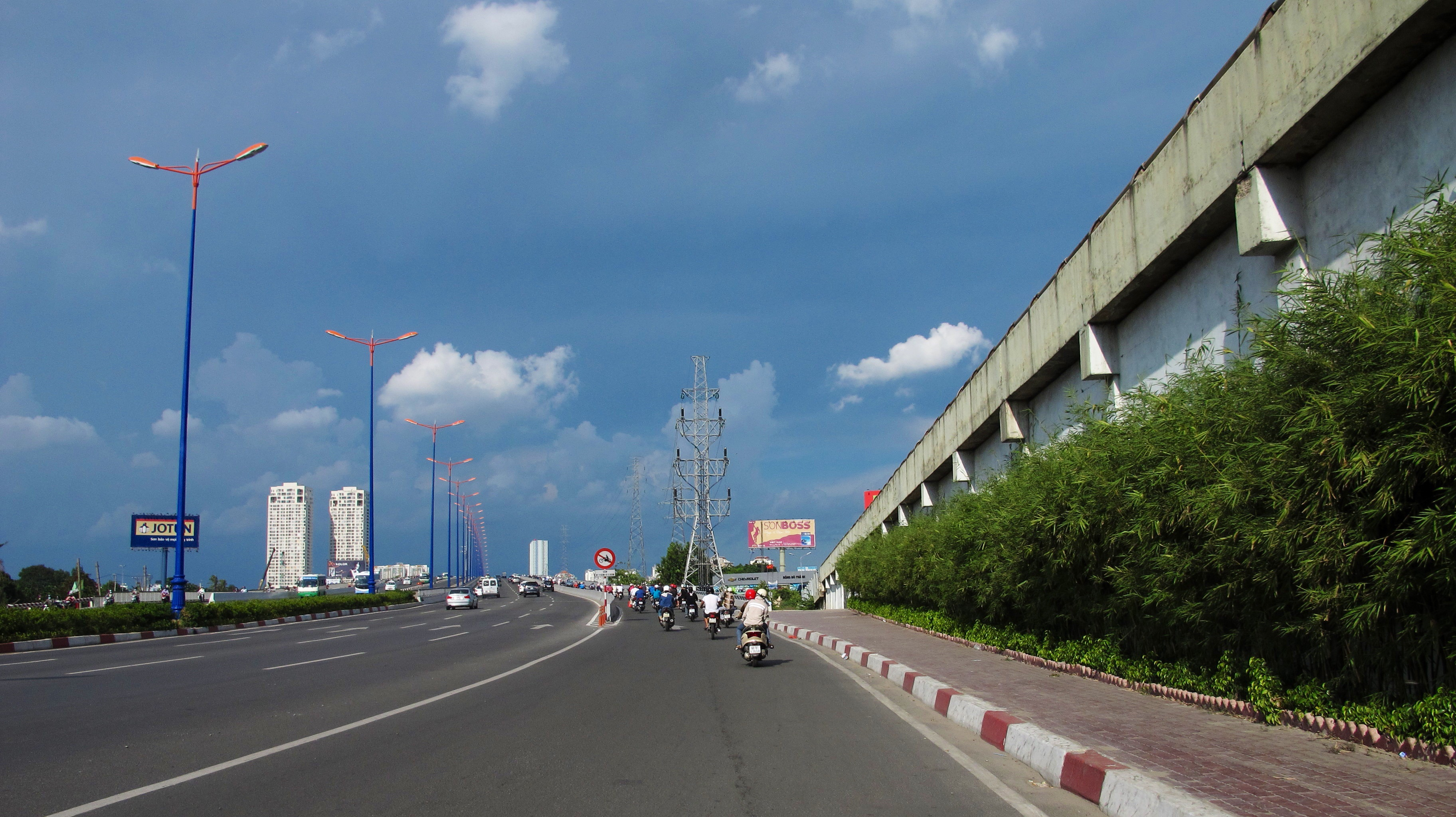
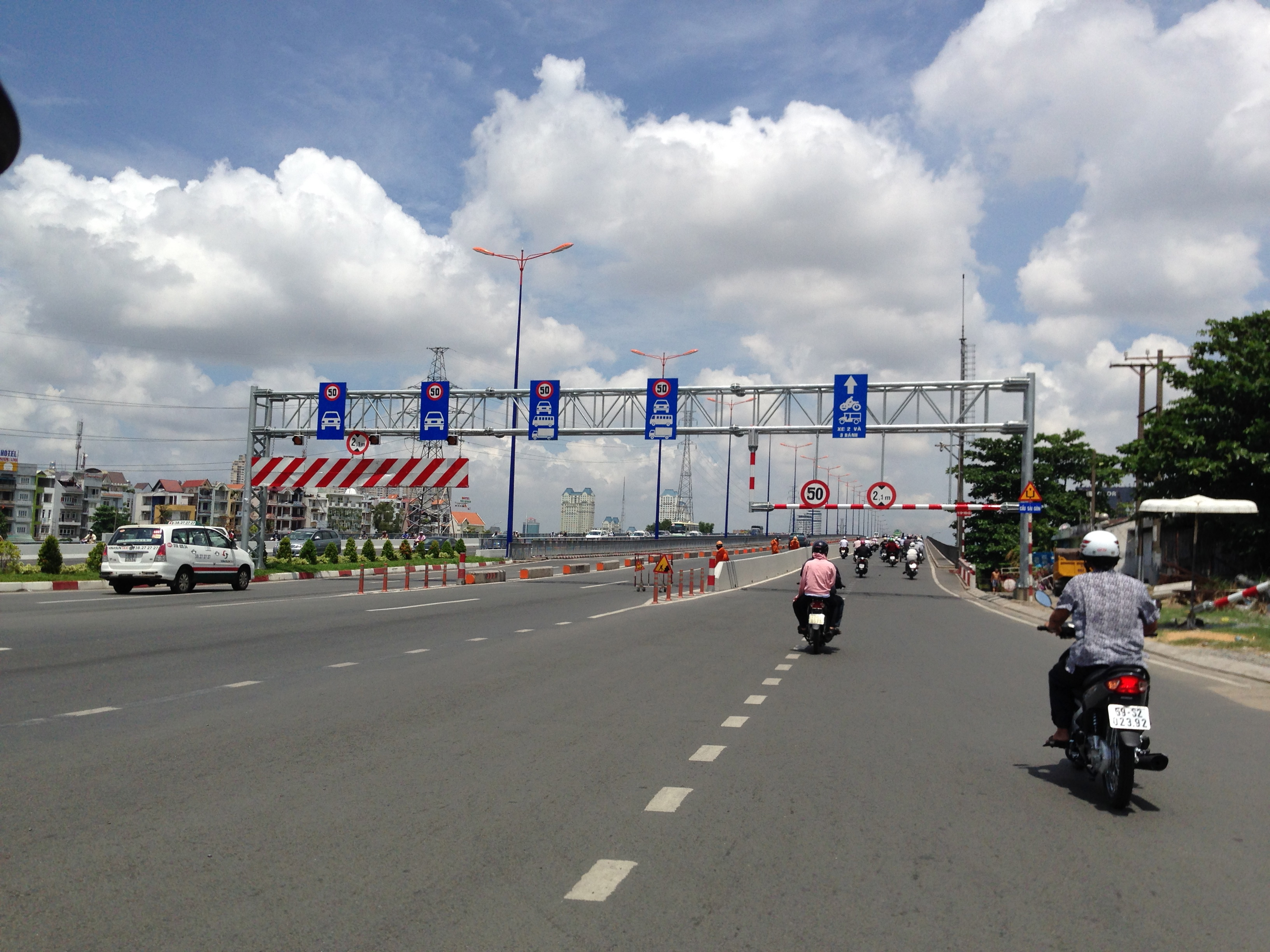
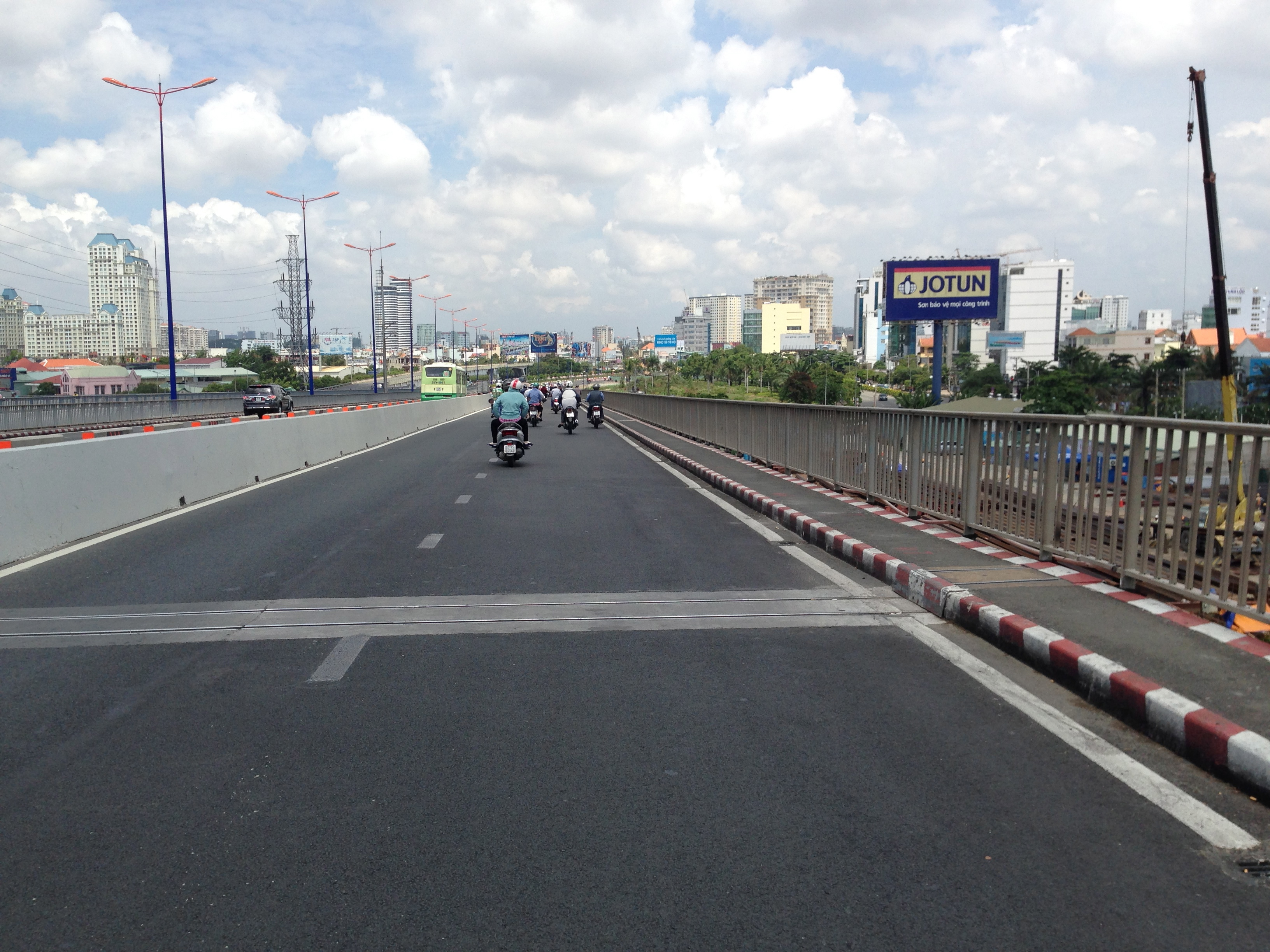